# Figueira Champions Classic 2025
La Figueira Champions Classic 2025 est la 3e édition de cette course cycliste d'un jour. Elle a lieu au Portugal le 16 février 2025 sur une distance de 192,7 km autour de Figueira da Foz. Elle fait partie du calendrier UCI ProSeries 2025 (deuxième niveau mondial) en catégorie 1.Pro.

## Parcours
Partant de Figueira da Foz, les coureurs effectuent d'abord deux boucles vallonnées différentes, la première vers le sud, la seconde au nord-est, à l'intérieur des terres, avant d'entrer après 105 km sur le circuit local tracé au nord de Figueira da Foz. Ce circuit local de 29,8 km est à accomplir trois fois (au lieu de quatre fois en 2024) et comprend deux côtes : Rua Parque Forestal (montée de 2 100 m avec un pourcentage moyen de 8 %) et Enforca Cāes (montée de 900 m avec un pourcentage moyen de 10,3 %). Le sommet de la dernière ascension d'Enforca Cāes se situe à 6 km de l'arrivée à Figueira da Foz.

## Équipes participantes
23 équipes de sept coureurs participent à la Figueira Champions Classic 2025 - 10 WorldTeams, 4 ProTeams et 9 équipes continentales :
| WorldTeams (10)- Soudal Quick-Step - UAE Team Emirates XRG - Lidl-Trek - Alpecin-Deceuninck - Ineos Grenadiers - EF Education-EasyPost - Team Picnic-PostNL - Movistar Team - Intermarché-Wanty - Cofidis ProTeams (4)- Tudor Pro Cycling Team - Caja Rural-Seguros RGA - Equipo Kern Pharma - Euskaltel-Euskadi Équipes continentales (9)- Anicolor/Tien 21 - Feirense-Beeceler - Efapel Cycling - Aviludo-Louletano-Loulé - Credibom-LA Alumínios-Marcos Car - Rádio Popular-Paredes-Boavista - AP Hotels & Resorts-Tavira-SC Farense - GI Group Holding - Simoldes - UDO - Tavfer-Ovos Matinados-Mortágua |
| |

## Classement
| \| Classement général \| Classement général \| Classement général \| Classement général \| Classement général \| \| Coureur \| Coureur \| Pays \| Équipe \| Temps \| \| ------------------ \| ------------------ \| ------------------ \| ---------------------- \| ------------------ \| \| 1er \| António Morgado \| Portugal \| UAE Team Emirates XRG \| 4 h 35 min 47 s \| \| 2e \| Paul Magnier \| France \| Soudal Quick-Step \| + 5 s \| \| 3e \| Mathias Vacek \| Tchéquie \| Lidl-Trek \| + 5 s \| \| 4e \| Samuel Watson \| Royaume-Uni \| Ineos Grenadiers \| + 5 s \| \| 5e \| Rui Costa \| Portugal \| EF Education-EasyPost \| + 5 s \| \| 6e \| Biniam Girmay \| Érythrée \| Intermarché-Wanty \| + 5 s \| \| 7e \| Quinten Hermans \| Belgique \| Alpecin-Deceuninck \| + 5 s \| \| 8e \| Julian Alaphilippe \| France \| Tudor Pro Cycling Team \| + 5 s \| \| 9e \| Ruben Guerreiro \| Portugal \| Movistar Team \| + 5 s \| \| 10e \| Lorenzo Rota \| Italie \| Intermarché-Wanty \| + 5 s \| |                    |             |                        |                 |
| |                    |             |                        |                 |
| Source : ProCyclingStats |                    |             |                        |                 |
| Classement général |                    |             |                        |                 |
| Coureur | Coureur            | Pays        | Équipe                 | Temps           |
| 1er | António Morgado    | Portugal    | UAE Team Emirates XRG  | 4 h 35 min 47 s |
| 2e | Paul Magnier       | France      | Soudal Quick-Step      | + 5 s           |
| 3e | Mathias Vacek      | Tchéquie    | Lidl-Trek              | + 5 s           |
| 4e | Samuel Watson      | Royaume-Uni | Ineos Grenadiers       | + 5 s           |
| 5e | Rui Costa          | Portugal    | EF Education-EasyPost  | + 5 s           |
| 6e | Biniam Girmay      | Érythrée    | Intermarché-Wanty      | + 5 s           |
| 7e | Quinten Hermans    | Belgique    | Alpecin-Deceuninck     | + 5 s           |
| 8e | Julian Alaphilippe | France      | Tudor Pro Cycling Team | + 5 s           |
| 9e | Ruben Guerreiro    | Portugal    | Movistar Team          | + 5 s           |
| 10e | Lorenzo Rota       | Italie      | Intermarché-Wanty      | + 5 s           |

### Classement UCI
La course attribue des points aux coureurs pour le Classement mondial UCI 2025 selon le barème suivant :
| Position           | 1er | 2e  | 3e  | 4e  | 5e | 6e | 7e | 8e | 9e | 10e | 11e | 12e | 13e | 14e | 15e | 16e à 30e | 31e à 40e |
| Classement général | 200 | 150 | 125 | 100 | 85 | 70 | 60 | 50 | 40 | 35  | 30  | 25  | 20  | 15  | 10  | 5         | 3         |

## Liste des participants
| Légende | Légende                                                                     | Légende | Légende                                                    |
| ------- | --------------------------------------------------------------------------- | ------- | ---------------------------------------------------------- |
| Num     | Dossard de départ porté par le coureur sur cette Figueira Champions Classic | Pos     | Position à l'arrivée de la course                          |
|         | Indique un maillot de champion national ou mondial, suivi de sa spécialité  | NP      | Indique un coureur qui n'a pas pris le départ de la course |
| AB      | Indique un coureur qui n'a pas terminé la course                            | HD      | Indique un coureur qui a terminé la course hors des délais |